# 西部一明
西部 一明（にしべ かずあき、1969年（昭和44年） - ）は、日本の料理人、イタリア料理店の元オーナー。プロモーター。父は思想家の西部邁。

## 略歴
東京生まれ。辻ホテル・レストラン・サーヴィスカレッジに学ぶ。卒業後、同校職員として1年間の本校勤務後、フランス校で教務職員として8年間勤務。ヨーロッパで生活しつつ、多くのレストランを食べ歩いて現地のレストランサービス、食文化のあり方や伝統を学ぶ。同校退職後3年間、イタリアに滞在。三ツ星レストラン「ダル・ペスカトーレ」など3店で料理とレストラン経営を学んだ。同時に食材探しを重ね、ワインについての知識を深めた。
帰国後の2002年（平成14年）4月、東京・西麻布にレストラン「ゼフィーロ」をオープン（実父の西部邁が地主となる）。オーナー兼サービス・ワインプロデュースを担当するも、2007年（平成19年）4月に閉店した。
早稲田大学公共政策研究所客員研究員として、食生活運動のプロモーターの視点から、日本独自の食材保護から食糧自給率問題に至るまで官民協調プロジェクト等にも取り組んできた。